# Palazzo Pretorio (Petroio)
Il palazzo Pretorio di Petroio è situato in via Valgelata a Petroio, frazione del comune di Trequanda, in provincia di Siena. 
Ospita il Museo della Terracotta.
La struttura risale al XIII secolo e molto probabilmente ospitava la sede del governo pretorio durante il medioevo.